# Mihăiță Țigănescu
Mihăiță Vasile Țigănescu, né le 4 février 1998 à Horodnic de Jos, est un rameur d'aviron roumain.

## Carrière
Mihăiță Țigănescu est médaillé d'or en quatre sans barreur aux Championnats d'Europe d'aviron 2018 à Glasgow. Il est ensuite médaillé d'argent aux Championnats du monde d'aviron 2019 à Ottensheim, aux Championnats d'Europe d'aviron 2021 à Varèse et aux Jeux olympiques de 2020, reportés à 2021, à Tokyo.